# Zilver (Pommelien Thijs)
Zilver is een single van de Belgische zangeres-actrice Pommelien Thijs. De single werd op 1 december 2022 uitgebracht en vormt het sluitstuk van een succesvolle muzikale trilogie in 2022, na de hits Ongewoon en Wat een idee!?. 

## Achtergrond
Volgens Thijs gaat het nummer over "alles waar ik van wakker lig", zoals klimaatverandering en maatschappelijke thema’s zoals vrouwenrechten. De inspiratie voor het nummer kwam onder andere voort uit de terugdraaiing van de abortuswet in de Verenigde Staten. Met de zin *"Oude mannen maken wetten over nieuwe vrouwenrechten"* verwijst Thijs expliciet naar deze politieke realiteit.
De titel Zilver symboliseert de "zilveren rand" die hoop en veerkracht vertegenwoordigt in moeilijke tijden. Tijdens een interview op Qmusic vertelde Thijs: “Waar sta ik in dat scenario? Wat kan ik doen? Nu is het gewoon uit mijn systeem.”

## Videoclip
Voor de videoclip ontwierp Pommelien een opvallende jurk gemaakt uit levend mos. Daarmee wilde ze het contrast tussen natuur en plastic benadrukken, als visuele vertaling van de ecologische thematiek in het nummer.

## Hitlijsten

### Ultratop 50
| Positie: | 6 | 9 | 15 | 50 | 21 | 15 | 18 | 17 | 14 | 22 | 15 | 21 | 19 | 22 | 37 | 24 | 38 | uit |